# Pleurotomella formosa
Pleurotomella formosa is een slakkensoort uit de familie van de Raphitomidae. De wetenschappelijke naam van de soort is voor het eerst geldig gepubliceerd in 1867 door Jeffreys.